# Milene Magalhães
Maria Milene Magalhães Queiroz (Fortaleza, 12 de maio de 1999), mais conhecida como Milene Magalhães, é uma jogadora de futebol de areia brasileira.

## Biografia e carreira
Magalhães é natural do Ceará. Ela começou a se destacar em competições em seu estado, porém ganhou projeção nacional atuando pelo Maníacos, da Paraíba, na Copa do Brasil de 2020. Após demonstrar um bom desempenho na competição, ela conquistou sua primeira convocação para a Seleção Brasileira de Futebol de Areia e foi contratada pelo Vasco da Gama em julho de 2021. Ainda em 2021, houve a realização da Copa Intercontinental na Rússia onde a Seleção Brasileira conquistou o seu primeiro título, sendo Magalhães membro do elenco. A equipe venceu os dois primeiros jogos do quadrangular contra Espanha e Estados Unidos da América, e, mesmo perdendo o jogo contra a Rússia, elas conquistaram a taça.
Em novembro de 2022, defendendo o Vasco da Gama, a cearense conquistou o Campeonato Carioca, além de ser a artilheira da competição ao lado de Thatielly, ambas com sete gols marcados.
Em outubro de 2023, defendendo o Fortaleza, Magalhães foi vice-campeã da Nordeste Cup, além de ser a atilheira com quatro gols marcados ao longo da competição.

## Principais conquistas
Copa Intercontinental
- Campeã – 2021

Campeonato Carioca
- Campeã – 2022

Nordeste Cup
- Vice-campeã – 2023